# パイオニアのDATレコーダー

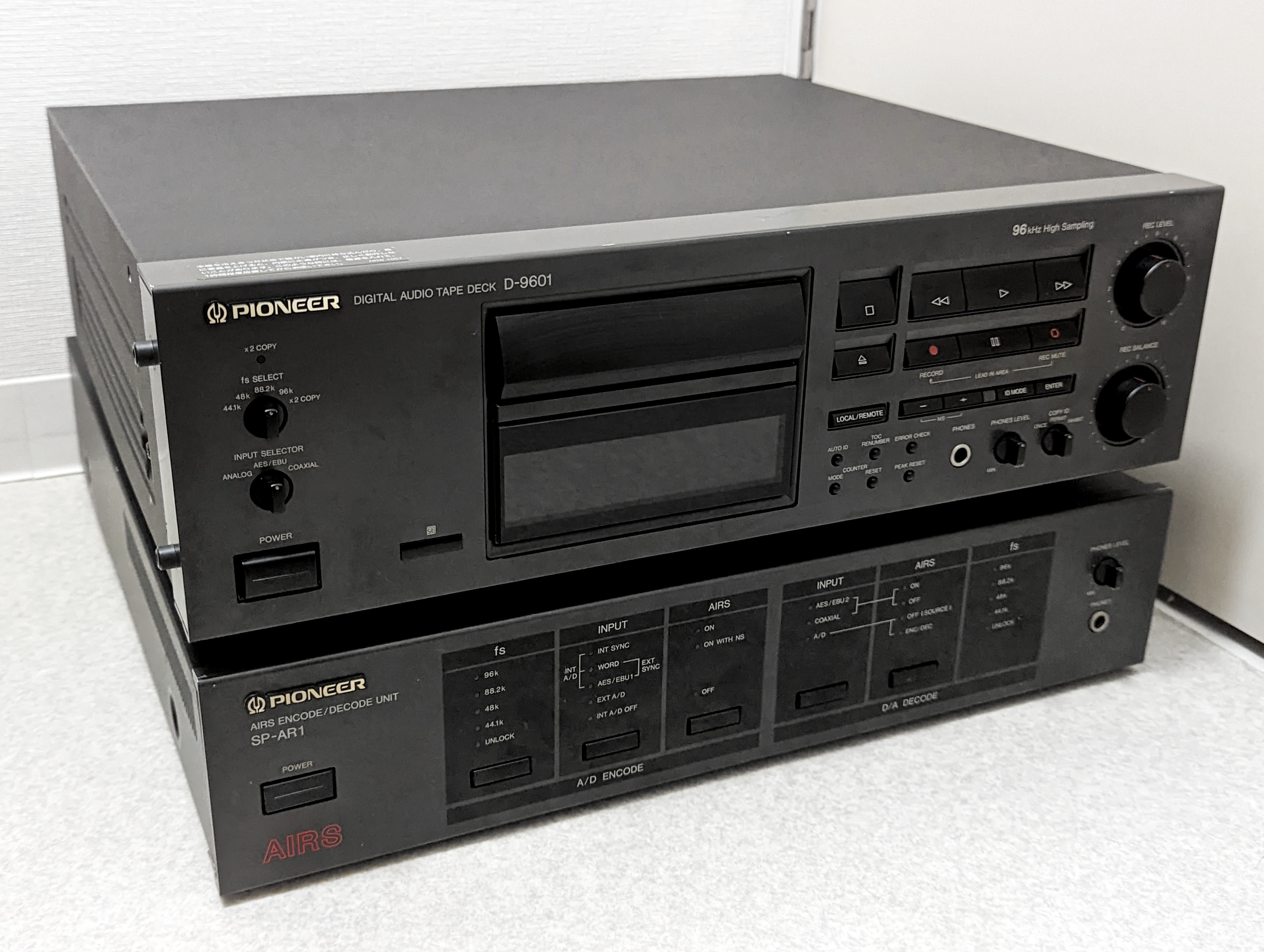
PIONEER D-9601&SP-AR1

パイオニアのDATレコーダーではパイオニアのホームAV事業部（現・プレミアムオーディオカンパニーテクノロジーセンター〈開発・製造元〉/ティアック〈販売元〉）から製造・発売されていたDAT式レコーダーについて説明する。

## 主な機種

### 民生用

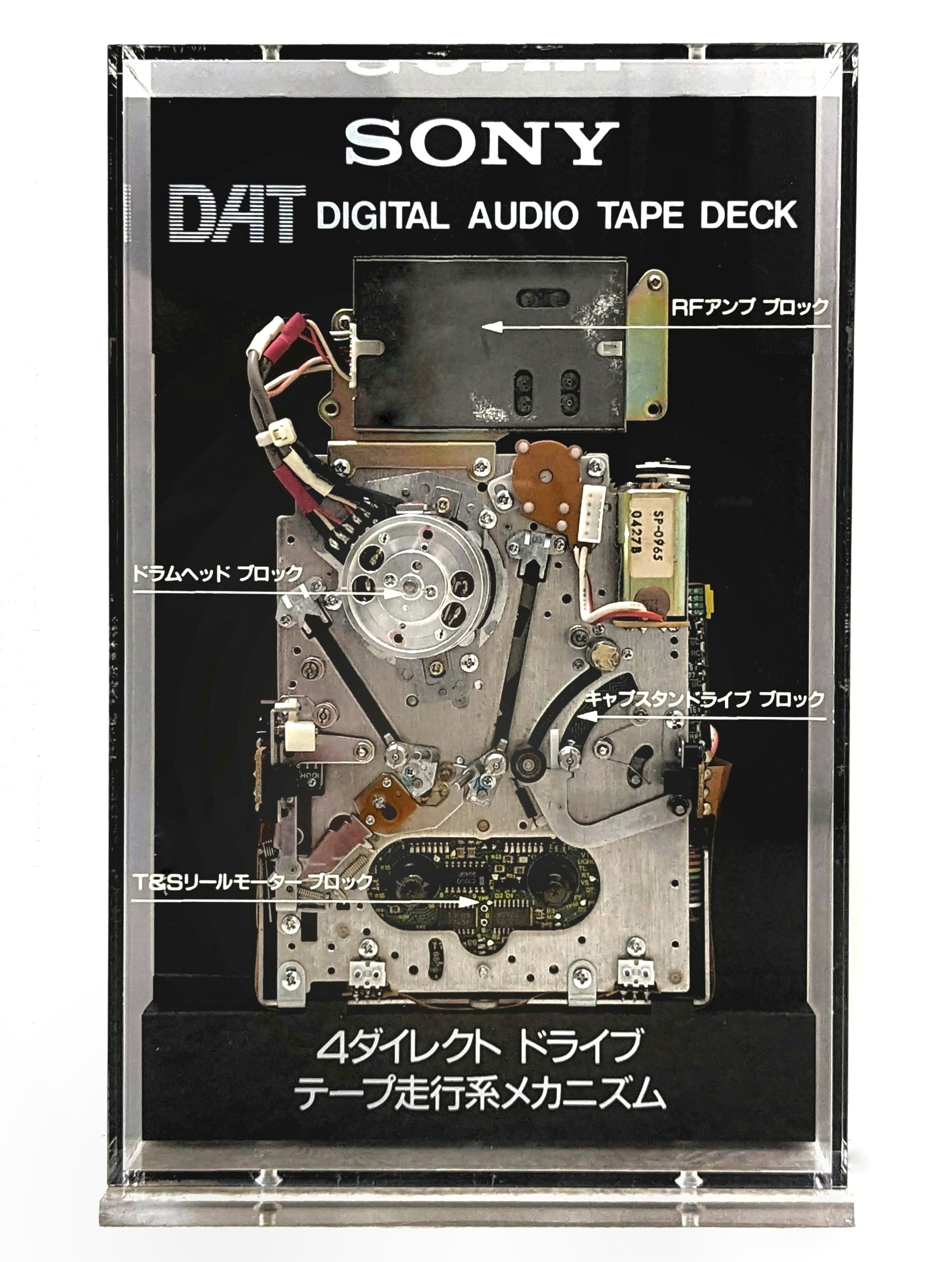
SONY 4DDメカニズム

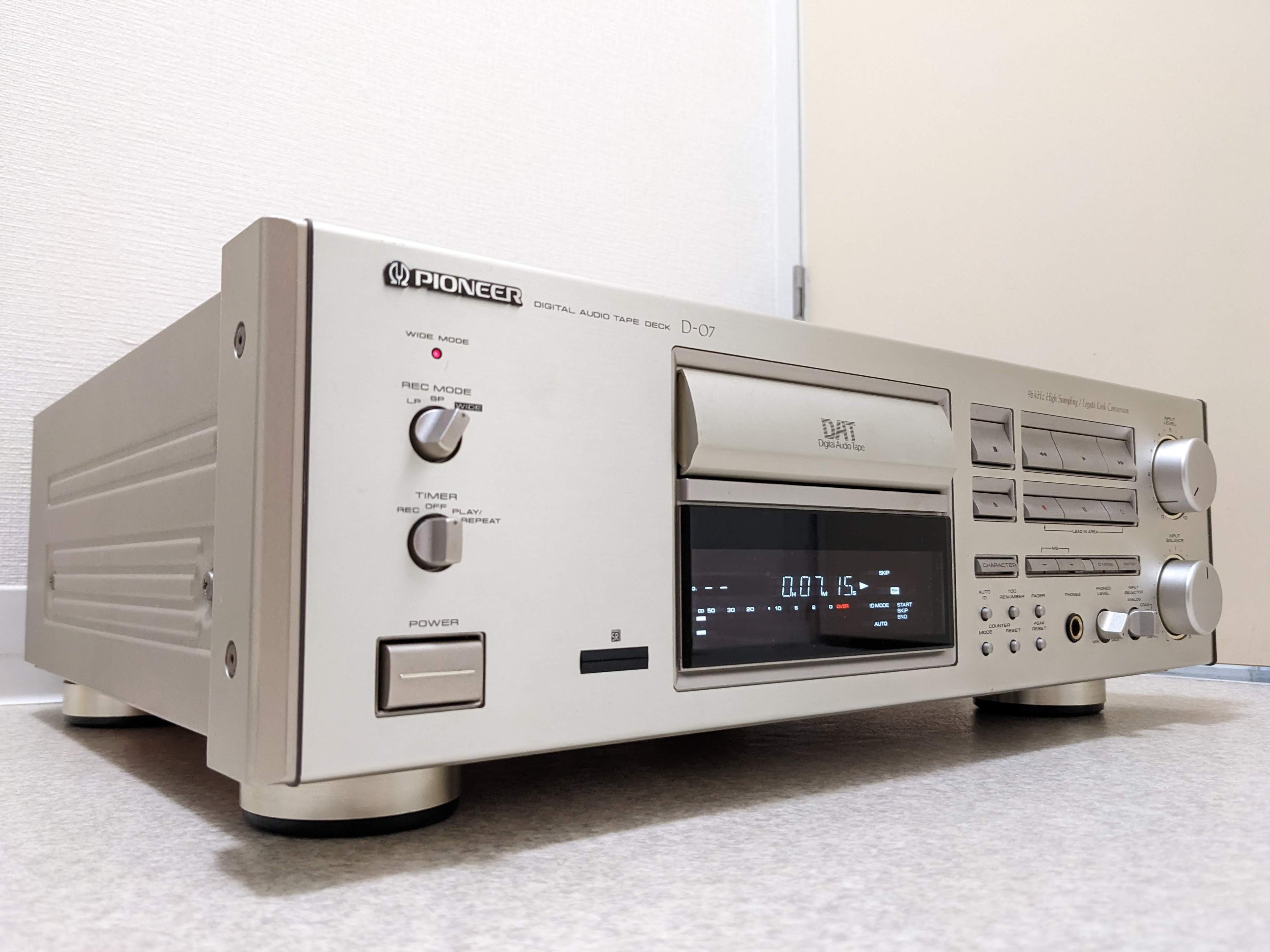
PIONEER DIGITAL AUDIO TAPE DECK D-07

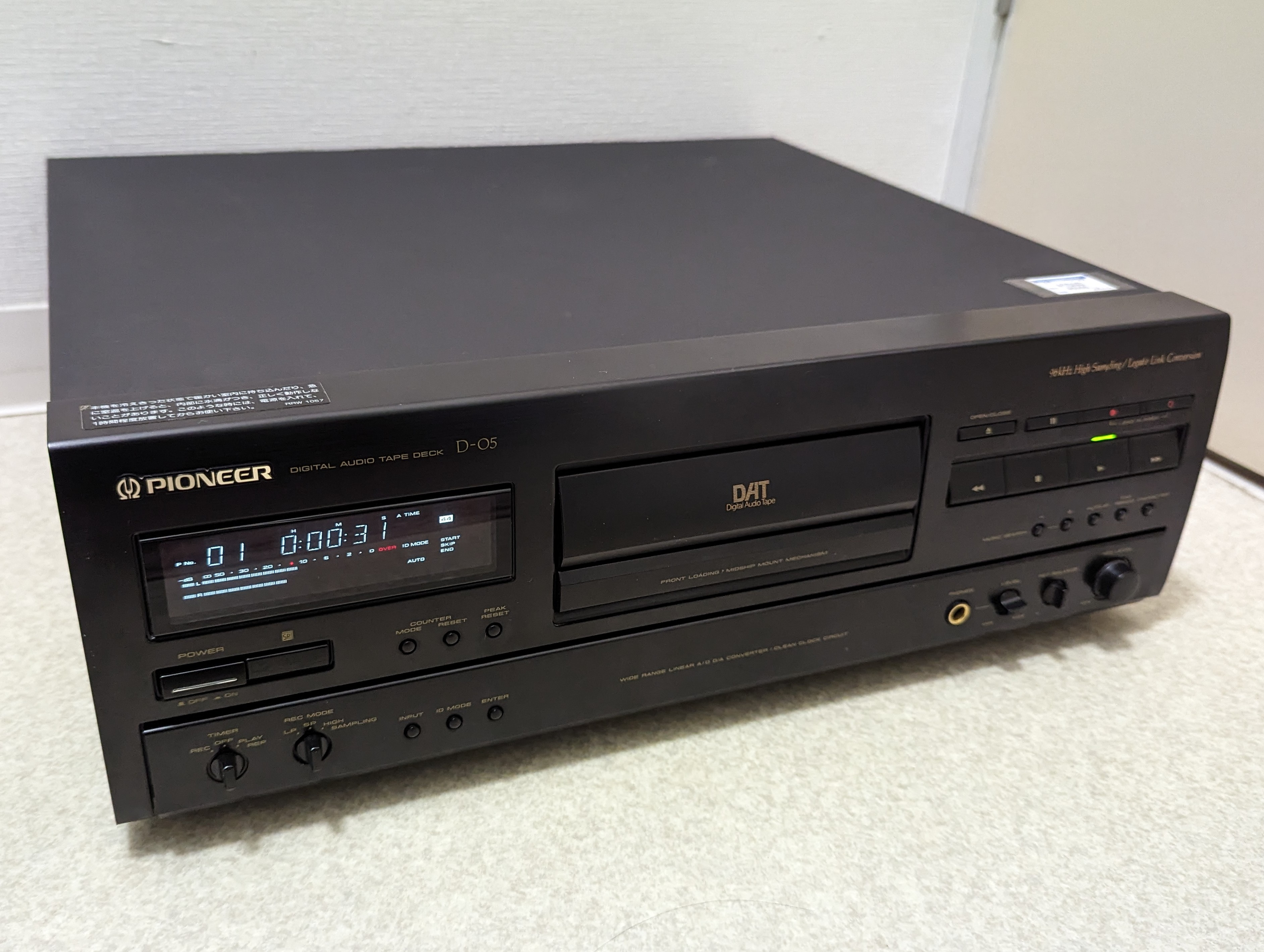
PIONEER DIGITAL AUDIO TAPE DECK D-05

D-1000
1987年11月30日発売。同社製初のDATレコーダーとなる。ソニー製のドライブユニット（4DDメカニズム）を搭載している。
D-900
1988年11月14日発売。この機種より自社製のドライブユニット（2DDメカニズム）が搭載される。
D-90
1990年10月29日発売。D-900のバージョンアップ版にあたる機種でこの機種よりSCMSに対応となった。
D-50
1991年5月27日発売。D-90を基にコストを大幅に削り、低価格を実現した機種（販売価格は8万5千円。1991年当時）。Δ∑式1Bit A/Dコンバーターとフィリップス製の1Bit・ビットストリーム式D/Aコンバーターをそれぞれ搭載する。
D-80
1991年9月16日発売。センターメカを採用し、自社製のハイスピード・パルスフロー1Bit D/Aコンバーターを搭載する。A/DコンバーターはΔ∑式1Bit。
D-07
1992年11月16日発売。業界初の96kHz/16Bitによるハイサンプリング録音／再生に対応した機種。40kHzまでの高域を擬似的に再現するレガート・リンク・コンバージョンを搭載（サンプリング周波数96kHz時は除く）。D/Aコンバーターはハイスピード・パルスフロー1Bit。A/Dコンバーターは18Bit。
D-05
1994年6月27日発売。D-07の廉価版にあたる機種。販売価格は7万5千円（1994年当時・消費税別）。96kHz/16Bitによるハイサンプリング録音／再生に対応。レガート・リンク・コンバージョン（サンプリング周波数96kHz時は除く）は自社製のハイスピード・パルスフロー1Bit D/Aコンバーターに組み込まれ事実上1チップ化された。なおA/Dコンバーターは旭化成(現・旭化成エレクトロニクス)製のワイドレンジ対応1Bitタイプのものが搭載。
D-C88
1994年12月12日発売。同社製唯一の可搬型DATレコーダー。96kHz/16Bitによるハイサンプリング録音／再生に対応。ヘッドは4ヘッド。大容量のニッケル水素バッテリーを搭載。D/AコンバーターおよびA/DコンバーターはD-05と共通。
D-07A
1995年3月6日発売。D-07のマイナーチェンジモデル。96kHz/16Bitによるハイサンプリング録音／再生、および44.1kHzによるアナログ入力の録音に対応。50kHzまでの高域を擬似的に再現するレガート・リンク・コンバージョンSを搭載（サンプリング周波数96kHz時は除く）。D/Aコンバーターはバーブラウン製20Bitタイプが、A/Dコンバーターは18Bitがそれぞれ搭載。また、本機は外部D/Aコンバーターの代わりとして活用できるDACモード（サンプリング周波数96kHzは除く）やサンプリング周波数96kHzのデジタル出力にも対応する。
D-06
1995年9月25日発売。D-05の上位機種。96kHz/16Bitによるハイサンプリング録音／再生、および44.1kHzによるアナログ入力の録音、DACモード（サンプリング周波数96kHz時は除く）、サンプリング周波数96kHzのデジタル出力、レガート・リンク・コンバージョン（サンプリング周波数96kHz時は除く）にそれぞれ対応。
D-HS5
1996年10月21日発売。同社製民生用DATレコーダーの最終機種。実質的にはD-06のバージョンアップ版にあたる。96kHz/16Bitによるハイサンプリング録音／再生、および44.1kHzによるアナログ入力の録音、DACモード（サンプリング周波数96kHz時は除く）、サンプリング周波数96kHzのデジタル出力、Hi-Bitレガート・リンク・コンバージョンS（サンプリング周波数96kHz時は除く）にそれぞれ対応。

### 業務用
D-9601
1996年3月4日発売。デジタルプロセッサーのSP-AR1を組み合わせ、96kHzサンプリングに加え、96kHz/24ビットフォーマットによる録音／再生が可能なAIRSに対応。このほかダウンコンバーターを内蔵し、96kHzから44.1kHzへダウンサンプリングした信号を同社のCDレコーダーRPD-500に接続し、アナログを介さずに音楽CDを作る事も可能である。